# Morgan Wootten
Morgan Bayard Wootten (Durham, 21 aprile 1931 – Hyattsville, 21 gennaio 2020) è stato un allenatore di pallacanestro statunitense, membro del Naismith Memorial Basketball Hall of Fame dal 2000.